# ماریتیم پلازا تیرانا
ماریتیم پلازا تیرانا (به لاتین: Maritim Plaza Tirana) یک ساختمان در آلبانی است که در تیرانا واقع شده‌است.